# 7291 Hyakutake
7291 Hyakutake (1991 XC1) là một tiểu hành tinh vành đai chính được phát hiện ngày 13 tháng 12 năm 1991 bởi S. Otomo ở Kiyosato. Nó được đặt theo tên Yuji Hyakutake.